# Anatolij Mihajlovics Hrapatij
Anatolij Mihajlovics Hrapatij (Atbaszar körzet, 1963. október 20. – Arsali, 2008. augusztus 11.) olimpiai, világ- és Európa-bajnok szovjet-kazak súlyemelő.

## Pályafutása
1963. október 20-án született. 1983-ban középsúlyban szovjet bajnoki címet nyert és junior Európa-bajnoki címet szerzett. Első két Európa-bajnokságán két bronzérmet szerzett, majd 1985 és 1990 között öt világ-, 1986 és 1990 között öt Európa-bajnoki aranyérmet nyert. Az 1988-as szöuli olimpián sem talált legyőzőre félnehézsúlyban. A Szovjetunió felbomlása után kazak színekben versenyzett. 1993-ban és 1995-ben egy-egy világbajnoki bronzérmet szerzett. Az 1996-os atlantai olimpián nehézsúlyban ezüstérmes lett.
1998-ban fejezte be az aktív versenyzést és edzőként kezdett el dolgozni. 1998 és 2003 között a kazak súlyemelő válogatott vezetőedzője volt. 2003-tól haláláig a Kazak Hadsereg sportosztályán dolgozott. 2008 augusztusában motorkerékpárjával közlekedett, mikor egy autó elütötte és a baleset következtében életét veszítette.

## Sikerei, díjai
- Olimpiai játékok
  - aranyérmes: 1988, Szöul – 90 kg
  - ezüstérmes: 1996, Atlanta – 99 kg
- Világbajnokság
  - aranyérmes (5): 1985, 1986, 1987, 1989, 1990 (mind – 90 kg)
  - bronzérmes (2): 1993 (91 kg), 1995 (99 kg)
- Európa-bajnokság
  - aranyérmes (5): 1986, 1987, 1988, 1989, 1990 (mind 90 kg)
  - bronzérmes (2): 1984, 1985 (mind 82,5 kg)
- Ázsia-játékok
  - ezüstérmes (2): 1994 (91 kg), 1998 (105 kg)
- Szovjet bajnokság
  - bajnok: 1983 (középsúly), 1986 (félnehézsúly)
  - 3.: 1989 (félnehézsúly)